# Jerko Leko
Jerko Leko (Zagreb, Croacia, 9 de abril de 1980) es un exfutbolista croata. Jugaba de mediocampista y su último equipo fue el NK Lokomotiva. 

## Selección nacional
Fue internacional con la selección de fútbol de Croacia, jugó 59 partidos internacionales y anotó un gol.

## Participaciones en Copas del Mundo
| Mundial                        | Sede     | Resultado    |
| ------------------------------ | -------- | ------------ |
| Copa Mundial de Fútbol de 2006 | Alemania | Primera fase |

## Clubes
| Club               | País    | Año       |
| ------------------ | ------- | --------- |
| NK Croatia Sesvete | Croacia | 1999-2000 |
| Dínamo de Zagreb   | Croacia | 2000-2003 |
| Dínamo de Kiev     | Ucrania | 2003-2006 |
| AS Monaco          | Francia | 2006-2010 |
| Bucaspor           | Turquía | 2010-2011 |
| Dínamo de Zagreb   | Croacia | 2011-2014 |
| NK Lokomotiva      | Croacia | 2014-2016 |